# British Aerospace BAe 125
Il British Aerospace 125 è un aereo bireattore plurimpiego, monoplano ad ala bassa, prodotto dalla britannica British Aerospace, conosciuto anche come Dominie ha compiuto il primo volo il 13 agosto 1962.

## Storia del progetto
Il progetto originario del BAe 125 venne ideato dalla de Havilland Aircraft Company che con il modello DH.125 Jet Dragon, nel corso del 1961, decide di produrre un piccolo jet per utilizzo business. Il primo dei due prototipi Viene portato in volo per la prima volta il 13 agosto 1962 equipaggiato con due turboreattori Viper 20.
Passata successivamente la produzione alla Hawker Siddeley Aircraft, il modello viene ridenominato HS.125, fino all'emissione del Aircraft and Shipbuilding Industries Act del 1977 in cui il governo britannico intese la nazionalizzazione della produzione aeronautica. Da quel momento viene prodotto dalla British Aerospace.
Nel 1993 la linea di produzione dei BAe 125 viene scorporata dalla British Aerospace e acquisita dalla statunitense Raytheon Aircraft Company e l'aereo prende il nome di Hawker 800.

### Sviluppo
Le prime versioni di questo riuscito aviogetto executive sono dotate dei turboreattori Viper 20 e cabina per sei passeggeri.
Le prime modifiche furono apportate quando l'allora Hawker Siddeley introdusse l'HS.125 serie 600, variante con fusoliera allungata rispetto all'originale e da 8 a 14 posti per passeggeri, motori Viper 601-22 più potenti, una deriva più alta e un serbatoio contenuto nella deriva dorsale.
Nel 1976 venne prodotta la prima versione dotata di turboventola, l'HS 125 serie 700, con motori Garrett TFE731.
La successiva serie 800 ha un'apertura alare aumentata, parabrezza ricurvo, serbatoio dorsale di maggiore capacità e cabina di pilotaggio dotata di strumentazioni elettroniche e schermi video.

## Impiego operativo
Il BAe 125 trova impiego, in numerose versioni modificate, civili e militari, come aereo executive e navetta, da addestramento e per servizio medico.

## Versioni
- DH.125 Serie 1 versione iniziale costruita in 8 esemplari.
  - DH.125 Serie 1A-1B distinti tra quelli commercializzati nel Nord America (A) e nel resto del mondo (B), in totale 77 esemplari.
- DH.125 Serie 2 addestratore militare prodotto per la britannica RAF denominata Dominie T1.
- DH.125 Serie 3A-3B versione migliorata, con peso totale maggiore, costruita in 29 esemplari.
  - DH.125 3A/RA-3B/RA versione con serbatoi per il carburante di capacità estesa, costruita in 36 esemplari.
- HS.125 Serie 400A-400B versione prodotta dopo la fusione con la Hawker Siddeley, con vari perfezionamenti di entità minore, costruita in 116 esemplari dotati di turbogetti Rolls-Royce Viper 522.
  - HS.125 CC1 versione della serie 400 per la RAF

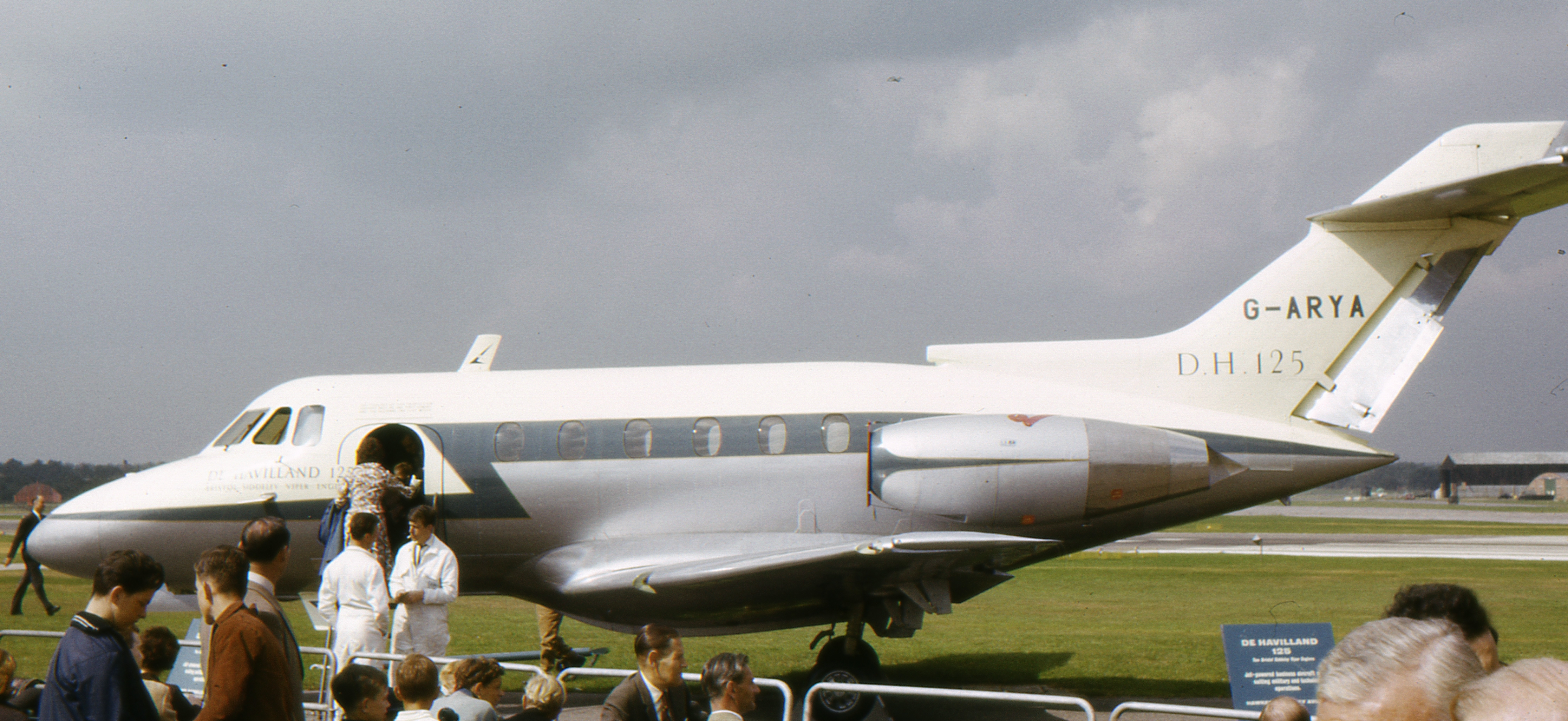
Il primo prototipo di de Havilland DH.125, G-ARYA, fotografato alla SBAC show di Farnborough l'8 settembre 1962, solo tre settimane dopo il suo primo volo compiuto il 13 agosto

- HS.125 Serie 600A-600B versione con fusoliera allungata con da 6/8 fino a 14 posti in cabina, con turbogetti più potenti tipo Rolls-Royce Viper 601-22, pinna di coda allungata contenente un ulteriore serbatoio di carburante, primo volo 21 gennaio 1971.
  - HS.125 Serie F600 alcuni esemplari della serie 600 dotati di turbofan Garrett TFE-731.
  - HS.125 CC2 versione della serie 600 per la RAF
- HS.125 Serie 700 versione con turbofan Garrett TFE-731-3RH, primo volo 19 giugno 1976.
  - HS.125 CC3 versione della serie 700 per la RAF
- BAe 125 Serie 800A-800B diverso profilo del naso e del parabrezza, aumentata larghezza delle ali per un maggior peso al decollo, range maggiore grazie ad un più grande serbatoio ventrale, motori più potenti ed interni migliorati, primo volo 26 maggio 1983.
  - Hawker 800 nuova denominazione a partire da metà 1993 quando Raytheon Aircraft Company acquisì la divisione jet da BAe System, la produzione venne trasferita a Wichita, il primo esemplare costruito negli USA volò il 5 novembre 1996 mentre l'ultimo esemplare costruito in Gran Bretagna venne prodotto il 29 aprile 1997.
  - Hawker 800XP eXtended Performance, con motori AlliedSignal TFE-731-5BR1Hs, migliore velocità di salita e di crociera.
- BAe 125 Serie 1000 versione per voli intercontinentali della serie 800, con fusoliera maggiormente allungata per ospitare fino a 15 posti in cabina, dotata di turbofan Pratt & Whitney Canada PW305, primo volo 16 giugno 1990.
  - Hawker 1000 nuova denominazione dall'acquisizione da parte di Raytheon.

## Utilizzatori

### Civili
Operatori privati, servizi di aerotaxi, collaborazioni con vari operatori di voli charter mondiali.
 Australia
- Qantas

tra il 1965 ed il 1972 operò con 2 HS.125 Serie 3 usati per la formazione dei propri piloti.
 Cina
- Deerjet (Hainan Airlines)

la compagnia cinese, una sezione della Hainan Airlines (HNA) basata a Pechino, opera con 4 Hawker 800XP, 2 Hawker 850XP ed un Hawker 900XP.
- Shanghai Airlines

opera con un Hawker 800XP.
 Russia
- Aerolimousine Business Airlines

la compagnia russa opera un BAe 125-700
- LUKoil-Avia

la compagnia russa opera due BAe 125-700
- Petroff Air

la compagnia russa opera un BAe 125-700
- Polet Airlines

la compagnia russa opera un BAe 125-800
- Premier Avia (Jet Air Group)

la compagnia russa opera due BAe 125-700/800
- S-Air Aviation Company

la compagnia russa opera tre BAe 125-700
- Sirius-Aero

la compagnia russa opera due BAe 125-700/800

### Militari

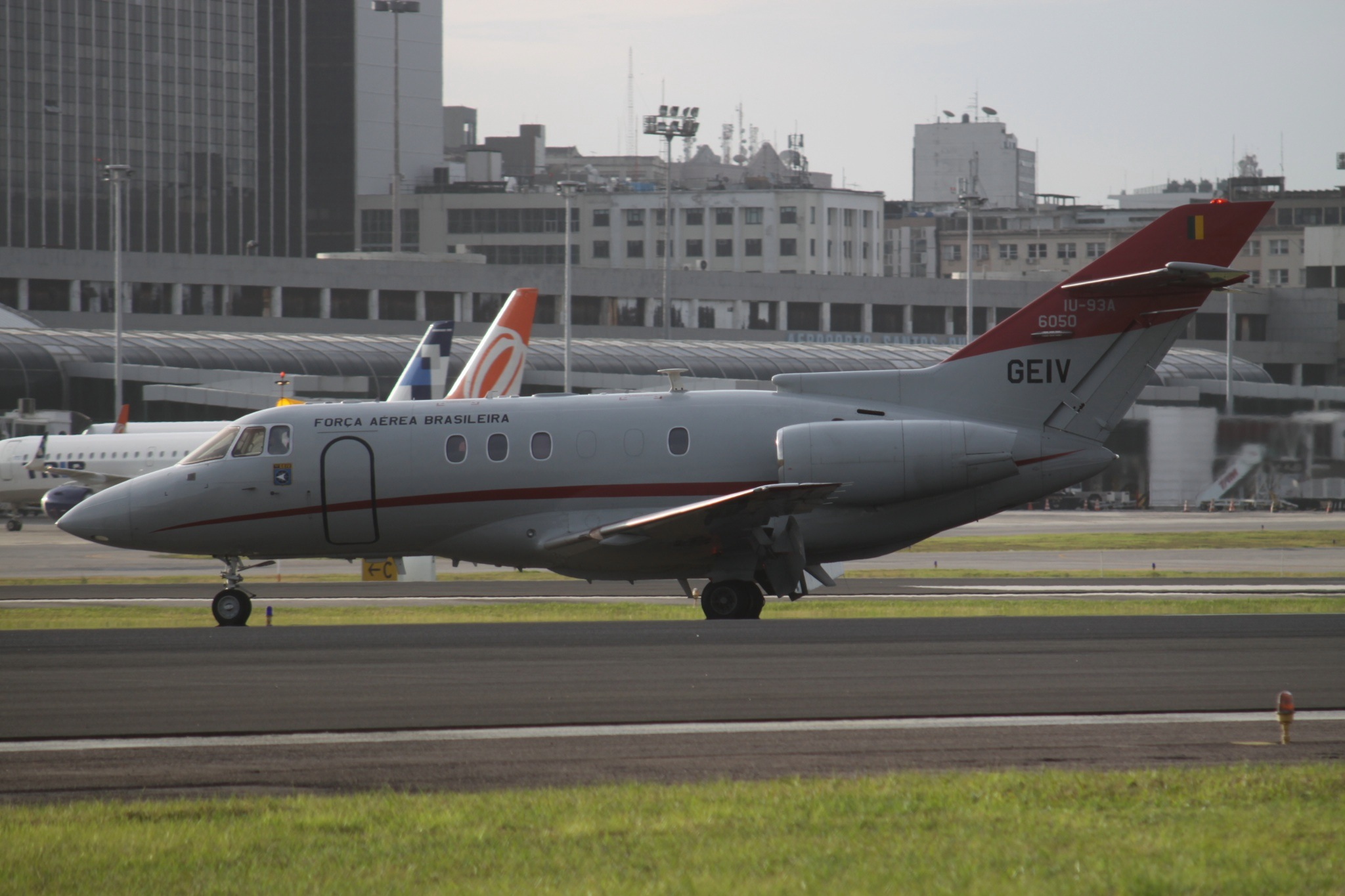
BAe 125, Força Aerea Brasileira

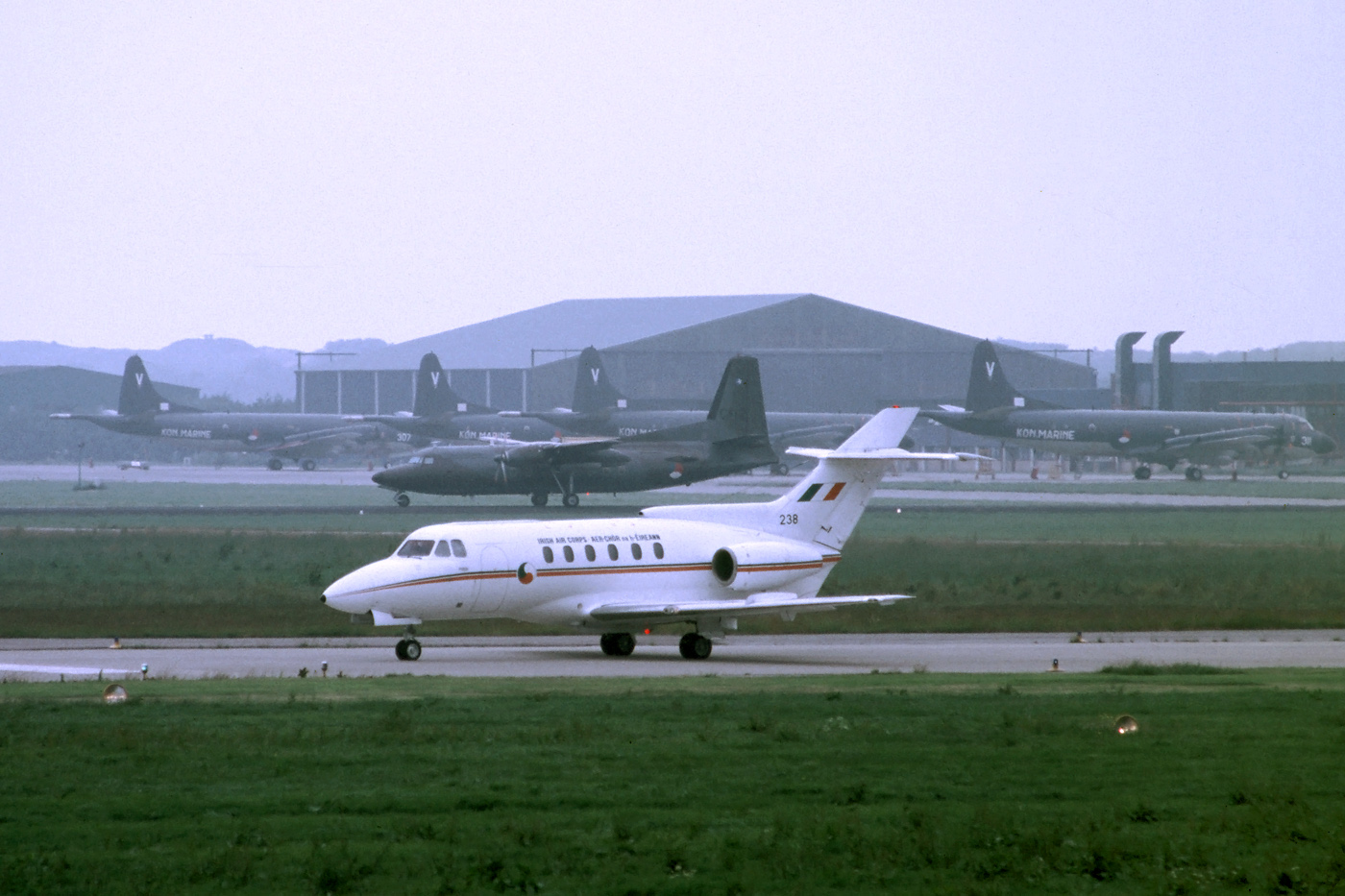
HS-125, Aer Chór na hÉireann

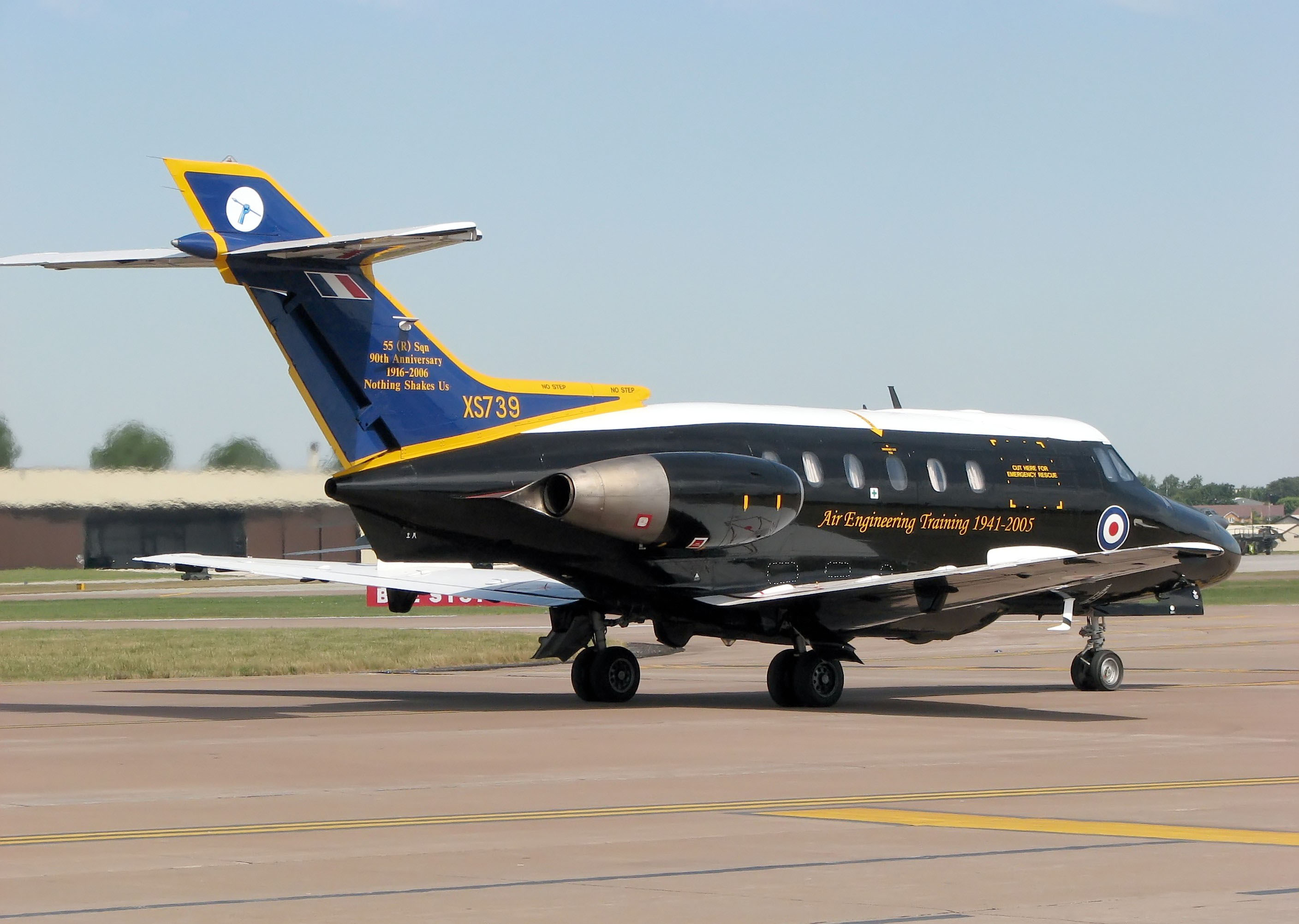
Un BAe 125 della RAF fotografato all'aeroporto militare di Fairford GBR

Arabia Saudita
- Al-Quwwat al-Jawwiyya al-Sa'udiyya

 Argentina
- Fuerza Aérea Argentina

 Biafra
- Biafran Air Force

operò con un esemplare.
 Brasile
- Força Aérea Brasileira

4 EU-93A consegnati, e tutti in servizio al dicembre 2017.
 Botswana
- Botswana Defence Force Air Wing

 Corea del Sud
- Daehan Minguk Gonggun

4 RC-800 SIGINT e 4 RC-800 SAR in servizio al dicembre 2018 che, come riferito dal Dipartimento della Difesa statunitense, saranno aggiornati dalla Lockheed Martin con un contratto da 33,6 milioni di dollari.
 Irlanda
- Aer Chór na hÉireann

 Giappone
- Kōkū Jieitai

3 U-125 per ispezioni di volo e 27 U-125A da ricerca e soccorso in servizio al novembre 2020.
 Malawi
- Malawi Army Air Wing

 Malaysia
- Tentera Udara Diraja Malaysia

 Mozambico
- Força Aérea de Moçambique

1 Hawker 850XP acquistato di seconda mano negli Stati Uniti e consegnato il 9 settembre 2013.
 Sudafrica
- Suid-Afrikaanse Lugmag
  - No. 21 Squadron SAAF

 Regno Unito
- Royal Air Force
  - No. 32 Squadron RAF
  - No. 55(R) Squadron RAF (Dominie T1)

 Stati Uniti
- United States Air Force

 Uruguay
- Fuerza Aérea Uruguaya

1 HS125-700 acquistato usato nel 2017, utilizzato per il trasporto presidenziale ed per missioni sanitarie d'urgenza.